# Saint-Maurice-en-Trièves
Saint-Maurice-en-Trièves – miejscowość i gmina we Francji, w regionie Owernia-Rodan-Alpy, w departamencie Isère.
Według danych na rok 1990 gminę zamieszkiwały 122 osoby, a gęstość zaludnienia wynosiła 9 osób/km² (wśród 2880 gmin regionu Rodan-Alpy Saint-Maurice-en-Trièves plasuje się na 1499. miejscu pod względem liczby ludności, natomiast pod względem powierzchni na miejscu 871.).